# أفرو 528
أفرو 528 (بالإنجليزية: Avro 528)‏ هي طائرة كبيرة ذات سطحين، أنتجت في المملكة المتحدة. من صناعة أفرو. كان أول طيران لها في 9 سبتمبر 1916. انتهت خدمتها في 1917. صنع منها طائرة واحدة فقط.